# بوسفالاندرا
بوسفالاندرا سرده ای از گیاهان گلدار از خانواده گل شیپوریان می‌باشد. در حدود ۳۰ گونه بوسفلاندرا در جهان شناسایی و معرفی شده‌است که تقریباً همگی در کشور بورنئو کشف و به‌طور رسمی توصیف علمی شده‌اند. بیشتر گونه‌ها در بورنئو یافت می‌شوند. بوسفالاندرا معمولاً به صورت تشک‌های متراکم روی سنگ‌ها یا صخره‌ها در رودخانه‌ها یا رودخانه‌ها در جنگل‌های مرطوب استوایی رشد می‌کند.

## علم اشتقاق لغات
Bucephalandra از واژه‌های یونانی βοῦς (bous؛ گاو نر یا گاو)، κεφαλή (kephalē؛ سر) و ἀνήρ (anēr؛ مرد) مشتق شده‌است که به شکل گل‌های نر منفرد (staminate) در این گیاهان اشاره دارد.